# Воксхолл Моторс (футбольный клуб)
«Воксхолл Моторс» — английский футбольный клуб из города Элсмир Порт и Нестон, Западный Чешир и Честер. Образован в 1963 году. Домашние матчи проводит на стадионе «Rivacre Park». Первоначально это была команда завода-изготовителя автомобиля Vauxhall Motors, дочернего предприятия General Motors. Команда достигла больших успехов в местной лиге и стала одной из самых сильных любительских футбольных клубов в Англии. В настоящее время «Воксхолл Моторс» имеет полупрофессиональный статус, и последние годы клуб выступает в Северной Конференции, шестом по значимости футбольном турнире Англии.

## Символика
Цвета Vauxhall Motors — белый с синей полоской для верха и темно-синие шорты. Шорты желтые рубашки, зеленые шорты и желтые носки. Спонсорами этих комплектов является магазин автомобилей Lookers Wirral с 2000 года.
Логотип команды совпадает с логотипом ее материнской компании Vauxhall Motors.

## Стадион
Ранее клуб играл в Hooton Park, с 1986 года же его домашней площадкой является Rivacre Park. Это стадион вместимостью 3300 человек с крытой подставкой и террасой, вмещающей в себя до 350 гостей. Он был оборудован новыми сидениями, также был добавлен новый туалетный блок, туалет для инвалидов и новый турникет.
Чтобы увеличить вместимость, на крытой террасе было установлено больше ограждений, и с тех пор клубный магазин был вновь открыт. Ранее его крыша была повреждена во время шторма, и он не работал. На территории также есть большой спортивный и социальный клуб. Первоначально они предназначались для работников завода Vauxhall, но теперь также открыты для публики в дни матчей.

## Текущая команда
По данным на 11 марта 2017 года:
Вратари: Том Бредли (Tom Bradley), Йон Ричи (Jon Ritchie).
Защитники: Джек Беннет (Jack Bennett), Деклан Галлагер (Declan Gallagher), Энди Харпер (Andy Harper), Рис Хайтон (Rhys Highton), Шаун МакКартни (Shaun McCartney), Кертис Троп (Curtis Thorpe), Нил Уильямс (Niall Williams).
Полузащитники: Джон Доннели (Josh Donnelly), Гарет Эдвартс (Gareth Edwards), Шон Кейс (Sean Keyes), Люк Ньюкомб (Luke Newcombe).
Нападающие: Джексон Элис (Jackson Ellis), Коннор Грейнер (Connor Grainger), Бэн Гриноп (Ben Greenop), Кайл Сэмбор (Kyle Sambor), Том Уильямс (Tom Williams), Льюис Моррис (Lewis Morris).